# Snowornis
Snowornis är ett fågelsläkte i familjen kotingor inom ordningen tättingar. Släktet omfattar endast två arter som förekommer i Anderna från Colombia till östra Peru:
- Gråstjärtad kotinga (S. subalaris)
- Olivkotinga (S. cryptolophus)

Arterna placerades tidigare i släktet Lipaugus men är inte nära släkt och har därför lyfts ut till ett eget släkte.